# John Christian
John Christian, de son vrai nom John Dirne, est un disc-jockey et producteur originaire d'Amsterdam.
Actif depuis 2012, le DJ néerlandais fut dévoilé en janvier 2013 avec son remix d'I Could be the One, qui entra dans le top 100 établi par Beatport.
Il co-fonde avec Lia Martin le label Freeway Recordings, en novembre 2015.

## Discographie[4]

### Singles
- 2013 : Flight 643 [Musical Freedom]
- 2013 : Gunshot [Mainstage Music (Armada Music)]
- 2014 : Speed Of Light (avec Sem Thomasson) [Protocol Recordings]
- 2014 : Next Level (Nicky Romero Edit) [Protocol Recordings]
- 2014 : Pinball (avec Shermanology & Oliver Rosa) [Wall Recordings]
- 2014 : Samba (avec Klauss Goulart) [Metanoia Music (Arisa Audio)]
- 2015 : Collage (avec Arin Tone & Corey James) [Protocol Recordings]
- 2015 : What [Metanoia Music (Arisa)]
- 2015 : Down (avec Volt & State) [Protocol Recordings]
- 2015 : Brothers feat. Eric Lumiere [Freeway Recordings]
- 2015 : Hit 'M Like This (avec Jacky Greco) [Freeway Recordings]
- 2016 : Flux (avec Mantrastic) [Freeway Recordings]
- 2016 : Infinity 2016 (Tribute) (avec Arin Tone) [Freeway Recordings]
- 2016 : Glance To The Future (avec TripL) [Freeway Recordings]
- 2016 : House Of God (avec Arin Tone) [Freeway Recordings]

### Remixes
- 2013 : Nicky Romero et Avicii - I Could Be the One (John Christian Remix) [LE7ELS]
- 2015 : MOTi - Valencia (John Christian Remix) (Intro Edit) [Musical Freedom : inclus dans la compilation de Tiësto, Club Life: Volume Four New York City]
- 2016 : Andrea Rullo - Alpha Centauri (John Christian Edit) [Freeway Recordings]